# Сокотрійська мова
Сокотрійська мова, Сокотрі (самоназва - méthel d-saqátri) — південносемітська мова, рідна мова сокотрійців, корінного населення острова Сокотра. Сокотрі є однією з шести мов, які утворюють групу під назвою Сучасні південносемітські мови (MSAL). Ці додаткові мови включають мехрі, шехрі, батарі, харсусі та хобіот. Всі вони говорять у різних регіонах Південної Аравії.

## Статус

Сучасні південносемітські мови. Сокотрійська позначена червоним.

Ця мова досі залишається дещо таємничою. Острів мав мінімальний контакт із зовнішнім світом, а жителі Сокотри не мають письмової історії. Те, що відомо про острови, зібрано з посилань, знайдених у записах тих, хто відвідав острів, зазвичай кількома різними мовами, деякі з них ще не перекладені.

### Небезпека
Ця мова перебуває під величезним впливом панівної арабської мови та культури, оскільки багато арабомовних єменців назавжди оселилися на острові, в результаті чого арабська стала офіційною мовою острова. Сокотрійську тепер замінено арабською мовою як засобом навчання в школах. Студентам заборонено використовувати рідну мову під час навчання в школі, а в пошуках роботи сокотрійці повинні вміти говорити арабською перед працевлаштуванням. Молоді сокотрійці навіть віддають перевагу арабській мові, аніж сокотрійській, і зараз їм важко її вивчити. Часто вони змішують у ньому арабську мову і не можуть продекламувати чи зрозуміти жодну частину усної літератури Сокотрі.
Арабська мова зараз є символічним, або більш ідеологічним, виразом ідентичності нації, що робить її привілейованим lingua franca нації. Уряд також нехтує мовою сокотрі. Здається, це ґрунтується на думці, що Сокотрі — це лише діалект, а не мова. Немає також культурної політики щодо того, що слід робити з іншими усними неарабськими мовами Ємену, зокрема Сокотрі та Мехрі. Ця мова розглядається як перешкода для прогресу, оскільки нове покоління вважає, що вона не має значення для покращення соціально-економічного статусу острова. Обмеження Сокотрі, такі як неможливість спілкуватися за допомогою письма, також розглядаються як перешкоди для молоді, яка становить 60 % населення. Здається, є культурні настрої щодо мови, але все ж байдужість через нехтування та поняття перешкоди, пов'язане з нею.
Таким чином, сокотрі вважається мовою, яка знаходиться під загрозою зникнення, і головне занепокоєння через відсутність досліджень у мовній сфері сокотрі пов'язане не лише із семітикою, а й із збереженням фольклорної спадщини Сокотрійської мови. Цей ізольований від світу острів має високий тиск на модернізацію, а з культурним середовищем, що швидко змінюється, існує ймовірність втрати цінних шарів фольклорної спадщини острову Сокотра.
Поезія та пісня раніше були звичайною частиною повсякденного життя людей на острові, способом спілкування з іншими, незалежно від того, чи були вони людьми, тваринами, духами мертвих, чаклунами джинів чи божеством. Однак поезію Сокотрі не помічали, а майстерність поетів острова ігнорували.
Європейський Союз також висловив серйозну стурбованість питанням збереження культурних заповідей населення архіпелагу.

## Письменність
| Літера | Звук           | Літера | Звук    | Літера | Звук           |
| ------ | -------------- | ------ | ------- | ------ | -------------- |
| ا      | [ ʔ ], [ a ː ] | ب      | [ b ]   | ت      | [ t ]          |
| ج      | [ g ]          | ح      | [ ħ ]   | خ      | [ x ˤ ]        |
| چ      | [ ɮ ]          | د      | [ d ]   | ر      | [ r ]          |
| ز      | [ z ]          | س      | [ s ]   | ش      | [ ʃ ]          |
| ڛ      | [ ɬ ]          | ص      | [ s ˁ ] | ض      | [ z ˤ ]        |
| ࢯ      | [ ʃ ˁ ]        | ط      | [ t ˁ ] | ع      | [ ʕ ]          |
| ف      | [ f ]          | ق      | [ q ]   | ك      | [ k ]          |
| ل      | [ l ]          | ڸ      | [ ɫ ]   | م      | [ m ]          |
| ن      | [ n ]          | ه      | [ h ]   | و      | [ w ], [ u ː ] |
| ي      | [ j ], [ iː ]  |        |         |        |                |

Також крім розголосів для звуків [a], [i] та [u] використовується розголос ٞ для звуку [e].

## Приклади
Наведені нижче приклади — це куплети, які є основним будівельним блоком поезії та пісні Сокотрі. Це простий гумористичний твір про скупого рибалки з легкою мовою, яку будь-хто на острові може легко зрозуміти. [ потрібна цитата ]
1. ber tībeb di-ģašonten / Abdullah di-halēhn
2. d-iķor di-hi sode / af teķolemen ٚeyh il-ārhen

Переклад:
1. Всім достеменно відомо, що Абдулла досить ідіот, ходить туди-сюди:
2. Він так довго приховував свою рибу, що навколо нього роїлися сині пляшки!

Наступним прикладом є рядок, який більшості Сокотрійців також не було б важко зрозуміти:
1. selleman enhe we-mātA / le-ha le-di-ol yahtite
2. di-ol ināsah ki-yiķtīni / lot erehon ki-gizol šeber

Дослівний переклад:
1. Вітайте від мого імені і переконайтеся, що мої привітання дійдуть до того, хто там зовсім без сорому.
2. Хто не витирає обличчя, коли їсть, як кози, коли вони годуються шебером

Однак, щоб зрозуміти цей твір, слухач повинен знати про значення рослин шебер. Ці рослини, які входять до групи рослин Euphorbia, виживають довгі місяці посушливих сезонів і мають молочний латекс, яким кози часто харчуються під час дефіциту. Поживної користі від нього немає, але він допомагає позбавитися від спраги кози. Однак, коли кози харчуються латексом з пошкоджених рослин, він забарвлює їх мордочки і викликає виразки в роті та навколо нього. Рядки зробила жінка, яка дізналася, що її коханий хвалиться перед іншими своїми перемогами (його порівнюють з козами, що годують). Вона закликає про це і застерігає інших жінок бути обережними з такими собі чоловіками. 
| Мови | Це незавершена стаття про мову. Ви можете допомогти проєкту, виправивши або дописавши її. |